# Ildefonso Joaquín Infante y Macías
Ildefonso Joaquín Infante y Macías (Moguer, Huelva, 31 de maio de 1813 - Moguer, Huelva, 2 de julho de 1888) foi um clérigo espanhol, bispo da diocese de San Cristóbal de La Laguna.
Em 18 de junho de 1876, foi consagrado bispo da diocese de Cádiz, cargo que se realizou em Ceuta até 20 de maio de 1877, ou seja, a diocese de San Cristóbal de La Laguna ou Tenerife. Lá se destacou em sua posição, estabelecendo escolas gratuitas para crianças pobres, missões de evangelização de povos e conferências litúrgicas e morais para estimular o clero.
Ele se aposentou do cargo de bispo de Tenerife em janeiro de 1882. Morreu em 2 de julho de 1888 em Moguer, enterrado no eremitério de Nossa Senhora de Montemayor.